# بلاتي توريه
إبراهيم بلاتي توريه (بالإسبانية: Blati Touré)‏ (مواليد 4 أغسطس 1994) هو لاعب كرة قدم بوركيني إفواري-الميلاد، يلعب في الدوري القبرصي لكرة القدم لصالح نادي أومونيا.

## روابط خارجية
- بلاتي توريه على موقع إي إس بي إن إف سي (الإنجليزية)
- بلاتي توريه على موقع قاعدة بيانات كرة القدم.إي يو (الإنجليزية)
- بلاتي توريه على موقع ناشيونال فوتبول تيمز (الإنجليزية)
- بلاتي توريه على موقع Soccerway.com (الإنجليزية)
- بلاتي توريه على موقع عالم كرة القدم.نت (الإنجليزية)
- بلاتي توريه على موقع AS.com (الإسبانية)